# Migrationssoziologie

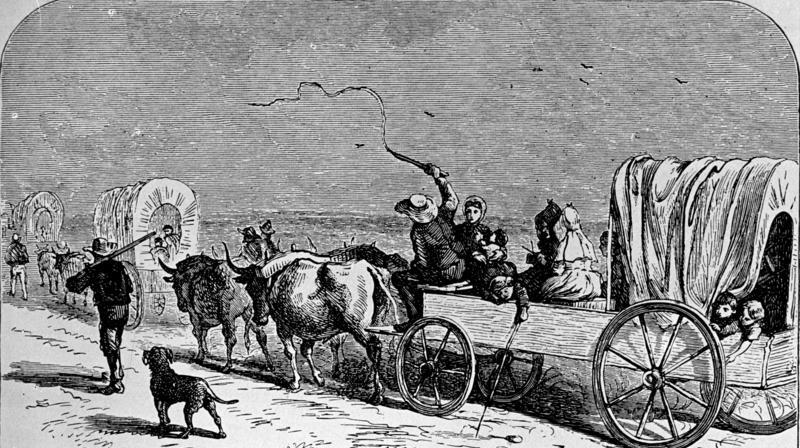
Deutsche Siedler auf dem Weg nach New Braunfels, 1844

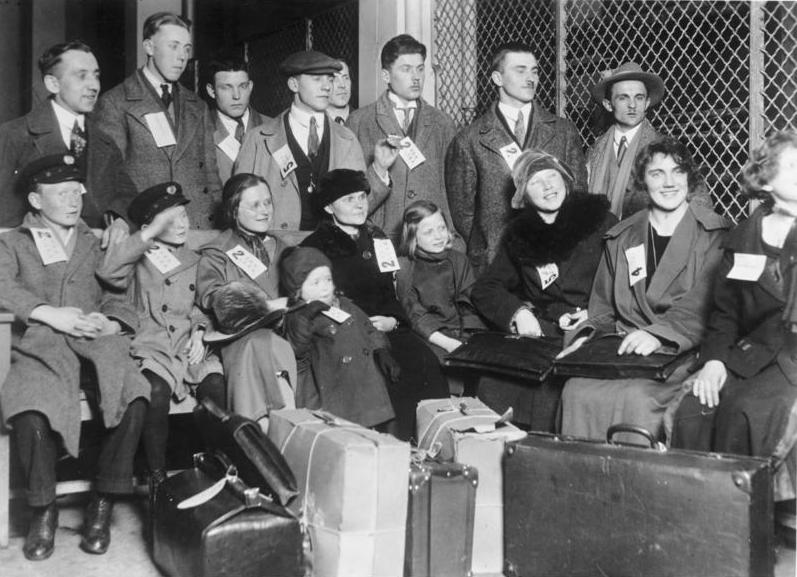
Einwanderer auf Ellis Island, 1931

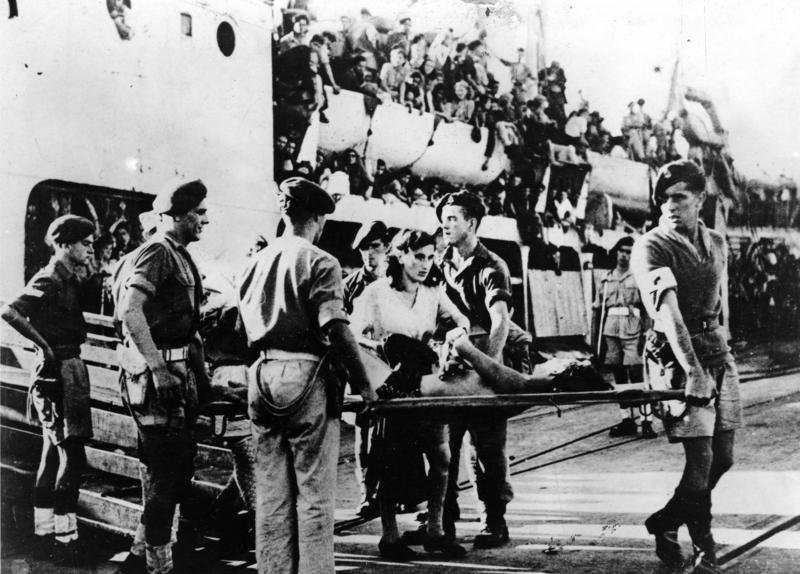
Einwandererschiff Jewish State in Haifa

Die Migrationssoziologie ist ein Teilgebiet der Migrationsforschung und untersucht das Phänomen der Migration aus einer speziell soziologischen Perspektive. Ursachen und Folgen von Wohnortswechseln werden seit den 1920er Jahren systematisch anhand soziologischer Kategorien analysiert. Dabei stehen oftmals Fragen nach sozialstrukturellen Mustern von Wanderungsbewegungen, aber auch nach der Integration verschiedener kultureller Einflüsse (bzw. deren Assimilation oder Akkulturation), innerhalb eines politischen Territoriums, im Vordergrund des Interesses.

## Migrationsbegriff der Soziologie
Als Migration oder Wanderung bezeichnet die Soziologie den dauerhaften Wechsel des Wohnortes von Menschen im geographischen und/oder sozialen Raum. Als internationale Migration wird der staatliche Grenzen überschreitende Wohnsitzwechsel bezeichnet. Die Dauer des Aufenthalts im Ausland ist für den Migrationsbegriff unerheblich, solange es sich dabei nicht um touristisch motivierte Aufenthalte, Nomadentum oder permanenten Wechsel ohne ständige Wohnsitznahme handelt. Allerdings haben sich Migrationsbewegungen in den letzten Jahrzehnten verändert und ausdifferenziert. So unterscheidet sich offenbar das Migrationsverhalten von niedrig- und hochqualifizierten Personen. Insbesondere Hochqualifizierten eröffnen sich infolge globalisierter Arbeitsmärkte Chancen und Wahlmöglichkeiten. Aufgrund dieser Ausdifferenzierungen ist es nicht möglich, Migration und Mobilität einheitlich zu definieren. Han definiert Migration als dauerhafte oder vorübergehende Wohnsitzverlagerung in ein anderes Land. Seine Definition hat den Vorteil, sehr allgemein zu sein. Ihr Nachteil liegt in der sich daraus ergebenden Beliebigkeit. Neuere empirische Untersuchungen legen nahe, dass Migrationsentscheidungen stark von sozio-kulturellen Faktoren beeinflusst werden. Ob und inwieweit diese Erkenntnisse über die untersuchten Kontexte hinaus generalisiert werden können, ist allerdings noch zu klären.

### Wanderung, Migration und verwandte Begriffe
- Als Wanderung zählt jeder dauerhafte (d. h. nicht nur vorübergehende) Wechsel des Wohnsitzes. Zusammen mit dem Tourismus und dem Verkehr wird die Wanderung unter dem Oberbegriff räumliche Mobilität (gleichbedeutend: geographische Mobilität) eingeordnet. Wanderungen werden auch unter den Begriff horizontale Mobilität zusammengefasst, zumeist bezeichnet dieser jedoch nur eine bestimmte Art der sozialen Mobilität, nämlich einen minder oder mehr regelmäßigen lokalen Arbeitsplatzwechsel innerhalb der gleichen sozialen Schicht. Wanderungen mit dem Ziel, die Geburtsgemeinde zu verlassen, um sich an einem anderen Ort niederzulassen und in eine neue Gemeinde zu integrieren (nationale Migration) sind keine außergewöhnliche Erscheinung und seit jeher bezeugt (siehe auch Neolokalität).
- Internationale Migration ist ein Spezialfall der Wanderung, nämlich eine Auswanderung (Emigration) aus einem und Einwanderung (Immigration) in ein anderes Land, also ein Wohnsitzwechsel über Staatsgrenzen hinweg, sowie Durchwanderung (Permigration). „Internationale Migration“ ist daher gleichbedeutend mit „internationaler Wanderung“.
- Fluchtmigration (die Migration von Flüchtlingen) ist erzwungen. Die Genfer Flüchtlingskonvention definierte 1951 den Begriff „Flüchtling“.
- Transmigration bezeichnet das Pendeln von Migranten zwischen Wohnorten in unterschiedlichen Kulturen (s. auch Zirkuläre Migration). Transmigranten zeichnen sich u. a. durch hohe Formalqualifikation und räumliche Mobilität bei Beibehaltung der sozialen Bindung an die Herkunftsgesellschaft aus. Verbunden mit dem Begriff sind Fragen der Identitätsbildung (Stichworte: „Third-culture kids“, Bikulturalität, Multikollektivität).
- Empirische Untersuchungen zeigen, dass die Qualifikation von Migranten einen Einfluss auf deren Identität hat und es insbesondere Hochqualifizierte sind, die ihre Identität nicht (mehr) nationalstaatlich definieren.[3][4] Als Hochqualifizierte werden Personen bezeichnet, die entsprechend der internationalen Klassifizierung von Berufen dem Code ISCO-88, und darin den Gruppen 1–3, zuzuordnen sind.
- Söllner[5] geht davon aus, dass es multiple Identitäten von Hochqualifizierten und deren weltweite Netzwerke sind, die dazu führen, dass deren Identifikation mit Nationalstaaten abnimmt. Stattdessen können die spezifischen Transaktionskosten dieser Gruppe die Orientierung an globalen „peer groups“ begünstigen.

Gemessen werden Wanderungsströme von der Demografie am Binnenwanderungssaldo.

## Geschichte, Annahmen und Begriffe der Migrationssoziologie
Migration wird in der allgemeinen Soziologie als eine besondere Form der horizontalen sozialen Mobilität begriffen. Die spezielle Soziologie befasst sich im Rahmen der Migrationssoziologie laut Migrationsforscherin Elçin Kürşat mit den Ursachen und Wirkungen der Migration, u. a. mit den Folgen des Entwicklungsgefälles, das Migration auslösen kann, mit den Phasen, die ein Migrant im Prozess der neuen psychischen Strukturierung durchläuft, mit den psychischen Problemen und Konflikten, die er dabei bewältigen muss; ferner mit den Auswirkungen der Migration auf die Beziehung zwischen den Ehegatten, zwischen den Eltern und den Kindern, zu der Verwandtschaft im Herkunftsland und in der Einwandererkolonie sowie mit dem kulturellen Einfluss der Migranten in die Aufnahmegesellschaft.

### Geschichte
Drei Themen waren es, die die frühe Migrationssoziologie häufig bewegten: die Migrationsbewegungen der „Händlervölker“ (Etrusker, Florentiner, Juden), mit denen sich schon Max Weber und Werner Sombart in historischer Perspektive befassten, ferner die Auswanderung der verarmten ländlichen Bevölkerung aus Europa und die Entstehung des amerikanischen Melting Pot aus den Zuwandererströmen.
Zu den Klassikern der Migrationssoziologie gehören Studien, die sich mit dem Status des Fremden in der Aufnahmegesellschaft befassen. Georg Simmel stellt sich in seinem soziologischen Klassiker Exkurs über den Fremden (1908) die Frage, welche Struktur eine wandernde Gruppe – hierbei hat er vor allem die jüdischen Händler im Blick – im Unterschied zu einer sesshaften Gruppe ausbildet und welchen Einfluss Wanderungen auf die Formen der Vergesellschaftung und auf das aufnehmende Umfeld ausüben. Robert Ezra Park, der Begründer der Chicago School der Soziologie, knüpft in Human Migration and the Marginal Man (1928) an das Werk Simmels an und beschreibt die Situation der städtischen Migrantensubkultur und marginalisierten Minderheiten. Florian Znaniecki und William I. Thomas untersuchen in ihrem Werk The Polish Peasant in Europe and America (5 Bände, 1918–1920) anhand von autobiographischem Material die Desorganisation der bäuerlichen polnischen Gemeinschaften, die Migration in die USA und die Entwicklung ethnischer Kolonien und transnationaler Netzwerke. Dieses Werk wurde zu einem wichtigen Werk der amerikanischen Migrationssoziologie. Alfred Schütz analysiert in The Stranger (1944) die Situation von Personen, welche ihre Herkunftsgruppe aufgegeben haben und sich durch den Zusammenbruch ihrer Alltagsorientierungen ihres fortwährenden „Fremdseins“ gewahr werden, sich allerdings auch erfolgreich assimilieren können. Elisabeth Pfeil untersucht in ihrer Monographie Der Flüchtling: Gestalt einer Zeitenwende (1948) die Folgen der Ost-West-Verschiebung eines großen Teils der deutschen Bevölkerung nach 1945. Shmuel N. Eisenstadt entwickelte in den 1950er Jahren ein Dreiphasenmodell der Migration. Nathan Glazer und Daniel Patrick Moynihan kritisierten in Beyond the Melting Pot (1963) das Assimilationsmodell und entwickelten es anhand der Untersuchung der afroamerikanischen, puerto-ricanischen, jüdischen, italienischen und irischen Minderheiten in New Work in Richtung einer Pluralismustheorie weiter.

### Migration und Identität
Kulturelle Identität ist die Vorstellung der Menschen einer bestimmten Gruppe oder eines Milieus, sich von anderen Gruppen zu unterscheiden. Fremdbild und Selbstbild unterscheiden sich in der Regel stark voneinander. Migranten befinden sich in einem inter- bzw. transkulturellen „Zwischenraum“ zwischen verschiedenen Kulturen. Sie werden durch die Migration ihre Identität nicht einfach abstreifen; vielmehr können sie dynamische und multiple Identitäten ausbilden. Umgekehrt wirkt Migration auf die Identitätsbildung der Menschen im Zuwanderungsland zurück. Deren nationale oder kulturelle Identität wird ebenfalls von Zuwanderung oder der Ablehnung von Zuwanderung geprägt. Zuwanderung und nationale Identität stehen somit in einem dialektischen Verhältnis zueinander.
Wie die empirische Untersuchung des Wanderungsverhaltens russischer Akademiker nach Deutschland und auch die Studie über deutsch-türkische Migrationsbiographien zeigen, beeinflussen sozio-kulturelle Faktoren die Qualifikation von Migranten, deren Selbstverortung und Identität. Insbesondere Akademiker verstehen sich häufig als Teil der globalen Wissenschaftsgemeinde und suchen Migrationsziele anhand von Forschungsclustern oder -bedingungen aus. Ihre Identität wird damit nicht mehr durch Nationalstaaten, sondern durch ihre Qualifikation bestimmt. Ein Bruch mit der Herkunftsgesellschaft und eine daran anschließende Assimilation in der Aufnahmegesellschaft (die in einigen Migrationstheorien angenommen wurde) findet damit nicht mehr statt. Entsprechend anders werden soziale Identitäten gebildet, die wie z. B. bei Third Culture Kids hybride oder bi-kulturelle sein können. Soweit es den deutsch-russischen Wanderungskontext betrifft, scheint sich zudem die Annahme von Waters (1995) zu bestätigen, dass eine bestehende „Wanderungsgeschichte“ weitere Wanderungen begünstigt, weil sie zur Übermittlung von Bildern und Vorstellungen über die potenzielle Zielgesellschaft führt, damit als Projektionsfläche dient und Multiplikatoren hervorbringt.

#### „Entwurzelung“
Da ein konstantes kulturelles Bezugssystem als wesentliche Voraussetzung für eine „stabile“ soziale Identitätsentwicklung gilt, kann Migration ein problematisches Lebensereignis darstellen, das erhebliche Auswirkungen auf die Psyche eines Menschen hat. Diese negativen Konsequenzen werden häufig mit der Metapher (kulturelle, soziale, ethnische) „Entwurzelung“ bezeichnet.

### Ethnizität
Das griechische Wort éthnos beschreibt die Abgrenzung seiner selbst eigentümlicher Traditionen durch Selbst- und Fremdzuweisung. Ethnische Barrieren sind also Ergebnisse eines individuellen selektierenden Weltbildes. In der Regel definieren sich ethnische Gruppierungen entweder aus der gemeinsamen Vergangenheit, gemeinsamen Werten oder durch eine gemeinsame Zukunftsperspektive. Die Gemeinsamkeit werden durch ein kollektives Gedächtnis tradiert und zeigen sich in Traditionen, Sprache, Religion, Kleidung oder Lebensmitteln. Den Begriff Ethnizität entwickelten amerikanische Forscher in den sechziger Jahren, als sie versuchten, das Scheitern der Idee des Melting-Pots zu ergründen und Existenz wie Fortbestand ethnischer Identitäten innerhalb eines modernen Nationalstaats zu erklären. Die klassische Idee des Melting Pot manifestierte die Verschmelzung vieler Kulturen in eine gleichberechtigte Gesellschaft (Multikulturalismus) und beruhte damit auf der Vorstellung, ethnische Grenzen zu überwinden und freiwillig einer gemeinsamen nationalen Identität unterzuordnen. Die Forschungen zeigten, dass die mit diesem Sozialisationsprozess einhergehenden ethnischen Interaktionen auf den individuellen Überzeugungen der einzelnen Mitglieder beruhen (Schweizer, 1993:593 f.). Dabei spielt es keine Rolle, ob die eigene Wahrnehmung nun zutrifft oder nicht. Ethnizität nährt sich allein aus dem Wissen um das Gegenüber und der Zuschreibung bestimmter Eigenschaften in Form eines Feindbildes. (Schweizer,1993:600f).

### Minderheiten
Ethnische Minderheiten (ethnic minorities) bilden in einer ethnisch geschichteten Gesellschaft jene Bevölkerungsgruppen, welche sich von der Mehrheitsgesellschaft unterscheiden. Aufgrund sozialer Dynamiken besteht häufig die Gefahr, dass diese benachteiligt, unterdrückt oder stigmatisiert werden. Als Mittel zum Zweck dienen Vorwürfe betreffend von der gefühlten Normalität abweichendes Verhalten (Delinquenz), Diskriminierung oder Vorurteile. Unterschieden wird zwischen regionalen und nationalen Minderheiten, Immigrantenminderheiten, neuen nationalen Minderheiten und kolonisierten Minderheiten. Die Literatur verwendet in der Regel die Begriffe der Minderheit und der ethnischen Minderheit synonym.
Die deutschen sozialwissenschaftlichen Studien „die sich zuerst mit den Gastarbeitern und ihren Familien beschäftigen, folgten bis weit in die 70er Jahre dem herrschenden gesellschaftlichen Bewußtsein“. Die Beschäftigung mit Ausländern versteifte sich auf einen soziologischen Sonderfall und ignorierte die Ergebnisse der internationalen Wanderungsforschung. Erst im Lauf der Zeit fand die ethnische Minoritätenforschung Zugang in die deutsche Wanderungssoziologie. (Hoffmann-Nowotny 1973, Harbach 1976, Esser und Friedrichs 1980, 1990, Heckmann 1981, 1992)

### Assimilation und Akkulturation
Die Akkulturation beschreibt den kulturellen Wandel von Personen und Gruppen bis hin zur vollkommenen Assimilation (Aufgabe von Kulturgütern). Diese wird in mehreren Ausprägungen beschrieben.

#### Nach Shmuel Eisenstadt
Eisenstadt (1954) untersuchte Assimilation im Zusammenhang mit der jüdischen Immigration nach Israel und entwickelte ein dreistufiges Konzept. Die einzelnen Phasen unterteilt er in die Migrationsentscheidung, die Migration an sich und die Absorption durch die Gastgesellschaft. Absorption steht für die absolute Angleichung an die Mehrheitsgesellschaft. Die Bereitschaft, sich von der Gesellschaft verschlucken zu lassen, gründet in der Wanderungsmotivation. Die Absorption gelingt nur, wenn sich der Migrant im Zuge einer Resozialisation von seinen alten Werten abwendet und sich ganz an den Werten der Gastgesellschaft orientiert und den damit verbundenen Rollenerwartungen entspricht. Die Absorption ist jedoch eher die Ausnahme als die Regel, da ethnische Minderheiten nicht in sich zerfallen. Die jeweilige Kultur bleibt also plural strukturiert und ethnisch geschichtet. Eisenstadts Absorption entspricht im Wesen der Assimilation, welche auch die radikale Umformung des Wertgefüges des Individuums erfordert.

#### Nach Gordon
Gordon gliederte 1964 die Assimilation in sieben Stufen. Als ersten Unterprozess sieht Gordon die Akkulturation an, die kulturelle Assimilierung. Die einzelnen Phasen müssen dabei nicht zwingend vollständig durchlaufen werden und bauen auch nicht zwingend aufeinander auf, so dass Integrationsziele auch in einzelnen Bereichen erreichbar bleiben. Das Hauptaugenmerk richtet Gordon auf das Durchlaufen der „Strukturellen Assimilation“. Demnach sei die Integration maßgeblich von der Befähigung der Migranten abhängig, sich in die Institutionen der Mehrheitsgesellschaft eingliedern zu können.

#### Nach Hartmut Esser
Esser wiederum unterscheidet mittels eines dreischichtigen Modells. Das Näherkommen zwischen Einwanderer und Gastgesellschaft besteht aus den Phasen der Akkulturation, in welcher der Migrant die kulturellen Gepflogenheiten und die Assimilation als Erfahrung der Ähnlichkeiten bezüglich der eigenen Ausstattung und Orientierungen erlernt. Darauf folgt die Integration durch die Erfahrung des gleichberechtigten Status. Die nachhaltige Integration des Angehörigen einer Minderheit und seine Identifikation mit der Mehrheitsbevölkerung gründet sich also auf Akzeptanz der eigenen Person und Religion durch die Mehrheitsgesellschaft. Erwartet die Mehrheit zu Recht von Einwanderern, die Normen einer Verfassung zu achten, so muss der Minderheit ebenfalls gestattet werden, sich auf diese zu berufen.
Esser sieht also nicht nur den Einwanderer in der Bringschuld, sondern bringt auch die jeweiligen Parameter der Gastgesellschaft ins Spiel. Je positiver die Einschätzungen des Immigranten ausfallen und je geringer seine inneren Widerstände und je unschärfer sich die Gesellschaft abgrenzt, desto höher ist die Wahrscheinlichkeit assimilitativen Engagements. Dieses Bestreben hängt auch stark von der jeweiligen Migrationsmotivation ab, welche bei einem nur temporär verbleibenden Arbeitsmigranten zumeist weniger stark ausfällt als bei einer Person, welche in der Absicht einreist, den Lebensmittelpunkt endgültig in die Aufnahmegesellschaft zu verlegen. Dieses Migrationskonzept führt wiederum möglicherweise in den ersten Generationen zur Bildung von ethnischen Kolonien.

### Ethnische Kolonien
Im Gegensatz zu den Modellen der Assimilation gibt es auch das Phänomen der ethnischen Kolonie. Der Einwanderer zeigt kein oder nur bedingtes Interesse daran, sich schrittweise zu assimilieren und der Gastgesellschaft anzunähern, welche dies auch nicht verlangt. Für einen zeitweiligen Arbeitsmigranten steht eine Assimilation oder gar Integration seinem Lebenskonzept, sich ein kleines Vermögen anzusparen und zurückzukehren, im Wege. Er hat die Heimat aus wirtschaftlichen Erwägungen heraus verlassen und nicht die Absicht, bis zum Lebensabend im Gastland zu verweilen.
Bedeutsam wird nun die Bildung ethnischer Kolonien. Dies sind räumliche und territoriale Einheiten mit diversen, selbstorganisierten Beziehungsgeflechten unter Immigranten. Die ethnische Kolonie ist laut Heckmann ein Übergangsstadium für Einwanderer, um mit den unvermeidlichen Problemen mit der Mehrheitsgesellschaft fertigzuwerden, also eine Art Rückzugsgebiet, um anfänglichen Schwierigkeiten aus dem Weg zu gehen. Ethnische Kolonien zerfallen oft im Verlauf des Generationenlaufes, da sich immer mehr Individuen davon ablösen.
Segregiertes Wohnen gibt es auch in Form von Ghettos und Gulags. In letzteren werden die jeweiligen Bewohner jedoch gewaltsam zusammengepfercht. Ethnische Kolonien sind eher mentale Dorfgemeinschaften, welche es vor allem den älteren Einwanderern erleichtern, sich vor den vielen ungewohnten Eindrücken des fremden Mainstreams (Leitkultur) zurückzuziehen und damit auch, sich zurechtzufinden in einer neuen Welt.

### Arbeitsmigration: Brain-Drain/Brain-Gain
Als Brain-Drain bezeichnet die Migrationssoziologie die Emigration qualifizierter Arbeitskräfte aus einem Gebiet. Im Gegensatz zum neutraleren Begriff der Elitenmigration betont der Begriff die volkswirtschaftlich zu fürchtenden Verluste einer Abwanderung von wertvollem Humankapital für das Herkunftsland. Analog dazu bezeichnet der Begriff Brain-Gain die potentiellen Chancen, die für das Immigrationsland aus einem Zuwachs an qualifizierten Arbeitskräften resultieren können. Die Migration von Pflegekräften sind ein Beispiel für die Abwanderung von Humankapital und wird als Care Drain bezeichnet.
Diskussionen über die Vor- und Nachteile von Brain-Drain und Brain-Gain vernachlässigen oft den Aspekt des Austauschs, wie er z. B. für Wissenschaftler oder Künstler wichtig ist, und richten das Augenmerk vor allem den volkswirtschaftlichen Nutzen oder Schaden.
Manche Theorien zum Brain-Drain berücksichtigen, dass die Option zu migrieren, einen Bildungsanreiz bewirkt, der zu einer Bildungsexpansion führen kann. Da nicht alle, die eine Migration erwägen, tatsächlich migrieren und da manche zurückkehren, kann es dazu kommen, dass sich die Migration trotz Brain Drain u. U. insgesamt positiv auf das Humankapital des Herkunftslandes auswirkt. Den Entwicklungsschub, der sich im Zusammenhang mit Unternehmensgründungen, Investitionen, Transfer von Know-how und Technologie sowie durch die Diaspora-Netzwerke von Rückkehrern ergeben kann, fasst man auch unter den Begriff der Brain Circulation.

## Historische Wanderungsbewegungen
Besondere Wahrnehmung in der Geschichtsbetrachtung erfährt die Völkerwanderung der Spätantike, die gewöhnlich mit den Jahren 375–568 eingegrenzt wird. In Form von Völkerwanderungen findet Migration jedoch seit Jahrtausenden statt. Sie war vielfach mit Kriegen zur Eroberung des neuen Heimatlandes verbunden, andererseits aber auch oft politisch erwünscht und gefördert.
Der Begriff Völkerwanderung bezeichnet allgemein eine Wanderbewegung, bei der eine große Zahl Menschen aus einer Volksgruppe oder eine ganze Volksgruppe in ein anderes Gebiet umsiedelt. Die Gründe dafür können sehr vielfältig sein, in der Regel sind verschlechterte Lebensbedingungen ausschlaggebend.
Prähistorische Wanderungsbewegungen lassen sich durch genetische Vergleiche, zum Beispiel am menschlichen Parasiten Helicobacter pylori, belegen.
Teilweise sagenhafte Schilderungen von Völkerwanderungen der Skythen und Hellenen (Dorische Wanderung) finden sich unter anderem bei Herodot.
Neuzeitliche Beispiele sind der Schwabenzug, die Einwanderung in die Vereinigten Staaten und die Einwanderung aus der Türkei in die Bundesrepublik Deutschland; unfreiwillig der Atlantische Sklavenhandel und die Ostvertreibung.

### Migrationssoziologische Analysen: Das Beispiel erfolgreicher Integration in der Stadt San José
Im Jahr 2001 befasste sich die ZEIT ausführlich mit der Migrationssoziologie der Stadt San José in Kalifornien. In den 1990er Jahren nahm die USA mit 12 Millionen Immigranten mehr in Amerika verbleibende Menschen auf als jemals zuvor (Peter Skerry, Brookings Institution). Die Zahl der Lateinamerikaner stieg um 58 Prozent, die der Asiaten um 48 Prozent. Die meisten siedelten sich im Südwesten und an der Westküste an.
Die Bevölkerung des kalifornischen San José setzte sich aus 177 Nationalitäten zusammen. Im Laufe der Zeit wurde die ehemals weiße Mehrheit wegen der vielen Zuzüge anderer Ethnien zur Minderheit. Der Anteil der Weißen halbierte sich binnen zehn Jahren und verlor den auf Nativismus gründenden Status als „Leitkultur“. 1970 stellten die Weißen noch 80 Prozent der Bevölkerung, 2001 war es ein Drittel. Die beiden anderen Drittel teilten sich Latinos und Asiaten, der Anteil an Schwarzen wiederum war sehr gering. Die Umschichtung erfolgte ohne Unruhen oder Proteste. Laut Umfragen begrüßten drei Viertel der Angehörigen der ehemaligen Mehrheit diesen Wandel. Seitdem stellten die „Minderheiten“ in der Stadt die Mehrheit. Die soziale Integration erfolgte somit freiwillig.
Die Stadt selbst war schnell gewachsen und die Zahl der Einwohner hatte sich in 30 Jahren durch Masseneinwanderung auf eine Million verdoppelt. Angesichts der hohen Zuwanderungsgeschwindigkeit ergab sich in San José keine Ghettoisierung wie zum Beispiel in Detroit, Washington, D. C. oder Cincinnati. Diese Einzigartigkeit erlaubte die Etablierung der sogenannten „kalifornischen Erfahrung“. San José stellte für Bill Clinton die „erste wahrhaft multiethnische Demokratie der Welt“ dar und er bescheinigte den in kultureller Vielfalt lebenden Einwohnern, aus politischer Sicht integriert, also „Amerikaner“ zu sein. Der Essayist Robert D. Kaplan geht davon aus, Amerika könne am Beispiel San José den bislang unweigerlichen Niedergang aller Großreiche abwenden, „indem es sich als Nationalstaat häutet und darunter eine internationale Zivilisation zum Vorschein kommt“.
Es entstand „das gepflegte Gleichmaß einer Mittelschichtsmeritokratie, deren Amalgam die Werte der Vorstadt sind“. Der nur nach Leistung differenzierende Markt übernimmt die gleichmachende Wirkung der Leitkultur. „Ehen zwischen verschiedenen Ethnien“ sind die häufigsten Lebensbündnisse. Das fast uneingeschränkte Konnubium unter sozial Gleichgestellten spiegelte die unvoreingenommene Grundhaltung der einzelnen vertretenen Volksgruppen wider.
Der Zugang zu Bildung und politischen Institutionen stand allen Einwanderern offen. Die Mehrheit der weißen Wähler in Kalifornien hatten 1996 mit der Proposition 209 den Schwarzen die staatliche Minderheitenförderung, strichen mit anderen gegen Latinos gerichteten Volksbegehren die Gesundheitsversorgung für illegale Einwanderer und den zweisprachigen Unterricht. In Folge schrieben sich viele der Zuwanderer in die Wählerlisten ein und engagierten sich politisch. Laut Wahlgesetz durfte die Interessenvertretung von Minderheiten nicht blockiert werden. Im Ergebnis entsprachen die Kandidaten und auch Behörden in ihrer Zusammenstellung der bestehenden ethnischen Vielfalt. In der Regel machten die Stadtverwaltungen den ersten Schritt auf die Zuwanderer zu und warben aktiv um deren Mitarbeit in Kommissionen. Ebenso wie die vielen friedlich konkurrierenden Kulturvereine, welche den Neuankömmlingen der ersten Generation ein wenig Heimatgefühl und Stabilität vermittelten.
Auch die Medien unterstützten inzwischen den Prozess der Transformation. Die ehedem sehr konservativ gehaltene Mercury News hatte sich zum engagierten Verfechter einer multiethnischen Stadt in dreisprachiger Auflage geändert.
Jeder zweite Studienanfänger in der Nachbarstadt Berkeley war 2001 asiatischer Herkunft. Im ebenfalls benachbarten Milpitas entwickelte sich die erste amerikanische Stadt mit asiatisch geprägter Mehrheitsgesellschaft.

## Zeitschriften
- International migration review
- Journal of ethnic and migration studies
- Forced migration review
- Actes de l’Histoire de l’immigration
- Zeitschrift für Ausländerrecht und Ausländerpolitik (ZAR).

## Filme
- Angst essen Seele auf, Spielfilm, Deutschland 1974, Regie: Rainer Werner Fassbinder
- Shirins Hochzeit, Spielfilm, Deutschland 1976, Regie: Helma Sanders-Brahms
- Almanya Aci Vatan – Deutschland, bittere Heimat, Spielfilm, Türkei 1979, Regie: Şerif Gören
- Gölge, Spielfilm, Deutschland 1980, Regie: Sofoklis Adamidis, Sema Poyraz
- 40 qm Deutschland, Spielfilm, Deutschland 1985 – Regie: Tevfik Başer
- Das kurze Leben des José Antonio Gutierrez – Dokumentarfilm, Deutschland/Schweiz 2006, Regie: Heidi Specogna
- El Inmigrante, Regie: David Eckenrode, John Sheedy, John Eckenrode. 2005. 90 min. (U.S./Mexico)